# Birgitta Wollenweber
Birgitta Wollenweber (* 27. August 1963 in Mechernich) ist eine deutsche Pianistin.

## Leben
Sie studierte in Detmold an der dortigen Musikhochschule bei Renate Kretschmar-Fischer und als Stipendiatin des DAAD in London bei Peter Wallfish. Zudem besuchte sie Meisterkurse bei Hans Leygraf, Halina Czerny-Stefańska, Bruno Leonardo Gelber und Gerhard Oppitz. Bei mehreren nationalen und internationalen Wettbewerben gewann sie Preise.
Seit 1994 lebt sie in Berlin und folgte 2003 dem Ruf als Professorin an die dortige Hanns-Eisler-Hochschule für Musik, der sie von September 2014 bis 2015 als Rektorin kommissarisch vorstand.
Als Solistin konzertiert Birgitta Wollenweber international und hat als Kammermusikpartnerin und Liedbegleiterin mit vielen Musikern zusammengearbeitet, darunter auch mit dem Komponisten Michael Denhoff, von dem sie mehrere Werke uraufgeführt und auf CD eingespielt hat.
Ihr Repertoire umfasst alle Musikepochen, dabei weist ihre Diskographie auch wiederentdeckte Komponisten auf, so etwa Carl Loewe, Joseph Joachim, Salomon Jadassohn, Julius Weismann, Wilhelm Furtwängler und Georg von Albrecht.